# Stein 2051
Désignations
Stein 2051 est le système binaire composée d'une naine rouge et d'une naine blanche ; le plus proche (40 Eridani BC) est situé plus près à 16,26 années-lumière mais fait partie d'un système d'étoiles triples.
Stein 2051 B est la sixième naine blanche la plus proche après Sirius B, Procyon B, l'étoile de van Maanen, LP 145-141 et 40 Eridani B.

## Propriétés
La plus brillante de ces deux étoiles est Stein 2051 A (une naine rouge ), mais la plus massive est la composante B (une naine blanche ).
En 2017, Stein 2051 B a été observé passant devant une étoile plus éloignée. La courbure de la lumière des étoiles par le champ gravitationnel de l’étoile la plus proche a permis de mesurer directement sa masse. La masse estimée de Stein 2051 B est 0,675 ± 0,051 Masse Solaire, qui correspond à la plage attendue d'une naine blanche avec un noyau carbone-oxygène. 